# Christiane Jaccottetová
Christiane Jaccottetová, nepřechýleně Christiane Jaccottet (18. května 1937 Lausanne – 26. října 1999 Rivaz), byla švýcarská cembalistka a muzikoložka.

## Život a dílo
Narodila se v rodině hudebníků; první hodiny klavíru absolvovala ve čtyřech letech. V letech 1955 až 1957 studovala hru na cembalo na vídeňské hudební akademii u Ety Harichové-Schneiderové (a byla tak jednou z jejích prvních studentek ve Vídni). Když Christiane Jaccottet promovala „s vyznamenáním“, nebylo jí ani 20 let. Z dalších učitelů stojí za zmínku Elise Fallerová, Josef Mertin a Gustav Leonhardt.
Christiane Jaccottetová učila:
- na Conservatoire de Lausanne: cembalo a starou hudbu (od roku 1962),
- na Conservatoire de musique de Genève: cembalo a starou hudbu (od roku 1975 až do své smrti),
- na mistrovských kurzech ve Švýcarsku, Austrálii, Rakousku, Německu a Itálii.

Často hrála na nástroje z vlastní sbírky cenných historických klávesových nástrojů. Mnohé z jejích nahrávek (včetně kompletních cembalových děl Johanna Sebastiana Bacha) se těšily široké distribuci. Zejména mezi mladými milovníky hudby tyto nenákladné nahrávky formovaly jejich hudební vkus a představy o možných interpretacích.
V roce 2002 napsal Heinz Holliger *Recicanto* pro violu a malý orchestr „à la mémoire de Christiane Jaccottet“ pro Tabeu Zimmermannovou.